# Saraipali
Saraipali é uma cidade e uma nagar panchayat no distrito de Mahasamund, no estado indiano de Chhattisgarh.

## Geografia
Saraipali está localizada a 21° 20′ N, 83° 00′ L. Tem uma altitude média de 248 metros (813 pés).

## Demografia
Segundo o censo de 2001, Saraipali tinha uma população de 17 075 habitantes. Os indivíduos do sexo masculino constituem 52% da população e os do sexo feminino 48%. Saraipali tem uma taxa de literacia de 69%, superior à média nacional de 59,5%: a literacia no sexo masculino é de 77% e no sexo feminino é de 60%. Em Saraipali, 14% da população está abaixo dos 6 anos de idade.